# Gasherbrum III
El Gasherbrum III (en urdu: برم -3) és un cim de 7.952 m d'alt i amb una prominència de 461 m dins del massís Gasherbrum de la subserralada Baltoro Muztagh, del Karakoram situat a la frontera entre el nord del Pakistan i Xinjiang, Xina, en la regió de Gilgit-Baltistan. Està situat entre Gasherbrum II i IV.
El Gasherbrum III com que no arriba a una prominència de 500 metres, es considera un subpic del Gasherbrum II.
El Gasherbrum III no va ser escalat fins a l'any 1975, quan Wanda Rutkiewicz, Alison Chadwick-Onyszkiewicz, Janusz Onyszkiewicz i Krzysztof Zdzitowiecki, membres d'una expedició polonesa, ho van aconseguir.